# 马克·克里
马克·安东尼·克里（英語：Mark Anthony Kerry，1959年8月4日—）是活跃在20世纪70到80年代的澳大利亚退役仰泳和自由泳运动员，曾获三枚奥运会奖牌，其中包括1980年莫斯科奥运会与其他三名队友组建沉着自信四人组拿下的4×100米混合泳接力金牌。他的游泳生涯共获得12次澳大利亚锦标赛冠军。
克里起初由母亲训练，少年时就在游泳和水上救生表现出色。改由约翰·里格比训练并迁居昆士蘭州后，他的游泳水平达到全国领先水准。克里的游泳职业首秀是1976年澳大利亚锦标赛，拿下200米自由泳和仰泳项目冠军，年仅16岁便取得同年蒙特利尔夏季奥运会的入场卷。克里在奥运会两项仰泳赛事打入决赛，100和200米最后分列第七与第五。他对成绩颇感失望，但表现足以引起美国教练詹姆斯·库西尔曼注意。库西尔曼邀请克里前往印第安纳大学接受他的训练，克里在美国期间创下澳大利亚游泳纪录，但因违反宵禁令被取消参与1978年英联邦运动会的资格，国际职业生涯受阻。
1980年克里回国参加全国锦标赛并赢得两项仰泳赛事，取得莫斯科奥运会入场卷。苏联入侵阿富汗导致澳大利亚政府要求抵制莫斯科奥运会，但克里对金钱诱惑不为所动，对政府施压拒绝配合。抵达莫斯科后虽在百米仰泳失利未能打进决赛，但他还是拿下两百米项目铜牌。接下来他的游泳生涯在4×100米混合泳接力比赛中达到巅峰，在四人中第一个下场，沉着自信四人组最后拿下宝贵的金牌，至今仍是美国唯一一次未获该项目冠军。赛后克里长时间离开泳池，直到1984年在洛杉矶奥运会回归并夺得接力赛铜牌，百米仰泳只拿到第五名。克里随后退役在美国投身电视和模特儿职业，回国后和兄弟开办登喜路管理公司，是澳大利亚规模很大的招聘公司。2001年，兄弟俩将公司转卖，除一次支付2270万澳大利亚元外，买家还同意根据公司业绩另行支付最高1380万澳大利亚元。克里兄弟此后又创办新招聘公司“2”。

## 早年经历
克里生于新南威尔士州沃加沃加区域中心附近的特莫拉（Temora），父亲是汽车销售员，母亲是自办水上运动学校的游泳老师，两人育有二子。母亲教会克里游泳，据他回忆，母亲追求尽善尽美，强调技术并促使他转为练习仰泳。:234克里成长期间参与各种运动，是卧龙岗高中网球、田径和游泳队员，曾四次参加州越野锦标赛。跟随家人迁居沿海城市卧龙岗后，克里爱上冲浪，对不可捉摸的海洋更感兴奋。:235他在水上救生领域名气逐渐提升，并参加州和全国锦标赛。1974年，克里在澳大利亚锦标赛拿下少年组赛事冠军，1975年又在澳大利亚冲浪公开锦标赛取得第二名。1972年，年仅12岁的克里首次参加游泳竞技赛事，此时布拉德·库珀也在卧龙岗并与他一起接受日常训练，库珀不久便在1972年夏季奥运会赢得400米自由泳金牌。1974年，克里参加澳大利亚各年龄段锦标赛自由泳项目，第二年便北上前往昆士兰州布里斯班接受约翰·里格比（John Rigby）。迁居昆士兰州时，克里的世界仰泳项目排名约在200左右。:235

## 国际赛场首秀：1976年奥运会

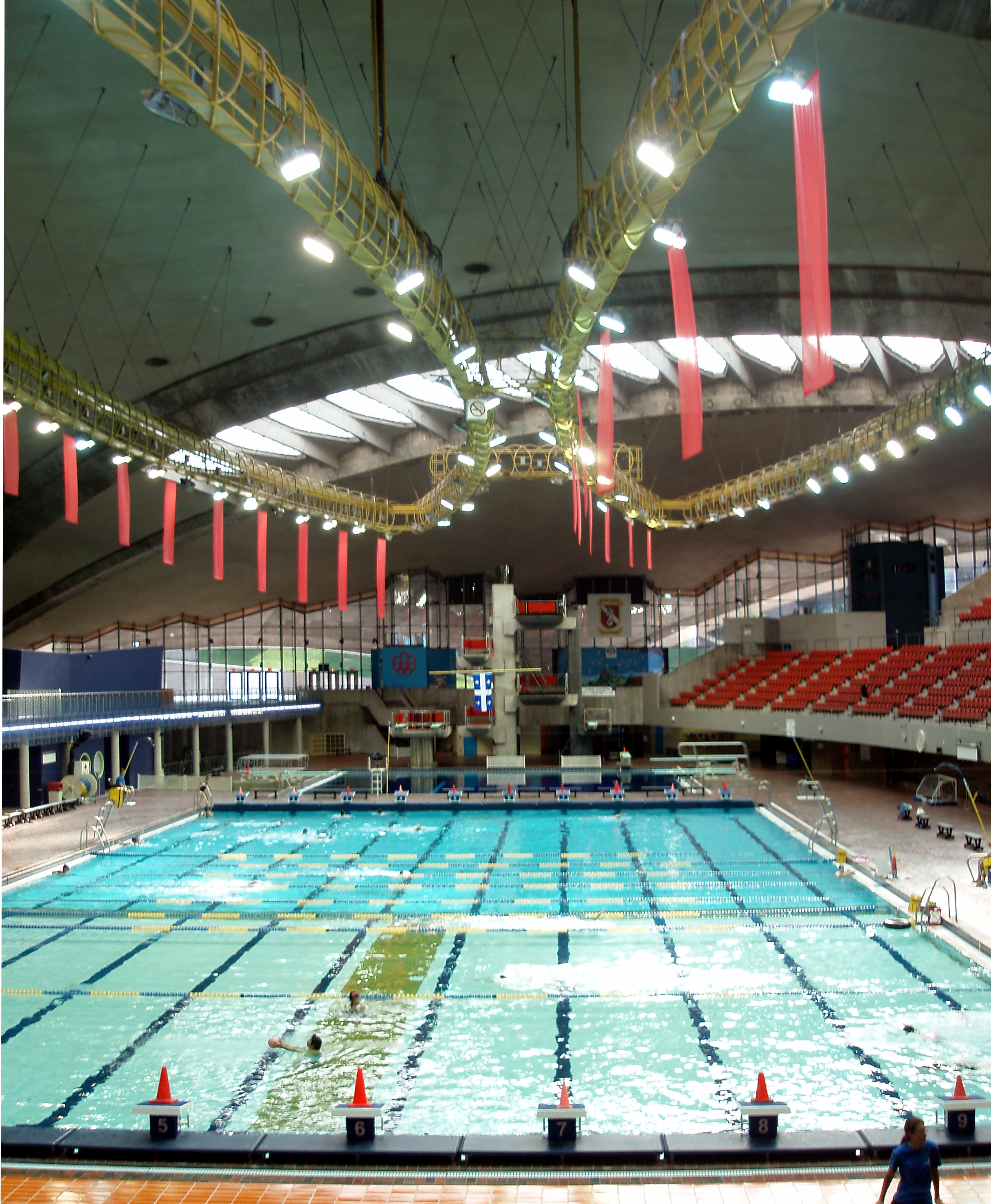
1976年，克里在蒙特利尔的奥林匹克游泳池（图）比赛

克里的成绩飞速进步，截至1975年11月，他在200米仰泳项目的成绩已从两分十秒提升到两分三秒左右，排名世界第三，如此优异的成绩促使他退出冲浪比赛。1976年，克里首次参加澳大利亚游泳锦标赛，以一分54.33秒和两分3.58秒分别赢得200米自由泳和仰泳冠军；他还与队友一起为新南威尔士州拿下4×200米自由泳接力和4×100米混合泳接力金牌，两个项目都是他游第一棒。年仅16岁的克里赢得1976年蒙特利尔夏季奥运会入场券，报名100和200米仰泳、200米自由泳、4×200米自由泳接力和4×100米混合泳接力共五个项目。:235
克里在200米自由泳小组热身赛以1分54.86秒排第二，与第一名相差四秒，总排名第16未获决赛资格，比获资格的最后一名（第八名）还慢2.08秒。澳大利亚代表团没有安排他参加4×200米自由泳接力赛，但他在200米自由泳单项是速度最快的澳大利亚选手。澳大利亚队在小组热身赛排第三，总成绩排第九，以1.88秒之差与决赛资格失之交臂，收尾的彼得·道森（Peter Dawson）花费时间比克里在单项中要慢四秒之多，如果克里取代道森上场并游出相同成绩，澳大利亚队就能以总成绩第五打入决赛。
克里在百米仰泳以57.99秒排在小组资格赛（第五组）第一名，总排名第三进入半决赛。接下来他以58.04秒在小组半决赛（第二组）排第四，总成绩第七进入决赛。克里在决赛游出57.94秒，领先澳大利亚队友马克·托内利，但只排在第七，比夺得金牌的美国选手约翰·纳伯（John Naber）要慢超过两秒。:235克里在200米仰泳热身赛（第一组）游出两分3.58秒的个人最高成绩，排名第四进入决赛，再以两份4.07秒落后托内利排第五，与铜牌得主相差2.72秒。克里与保罗·贾维（Paul Jarvie）、尼尔·罗杰斯（Neil Rogers）和彼得·科赫兰（Peter Coughlan）组队参加4×100米混合泳接力比赛，排名第六:236。四人组以热身赛第六名打入决赛，第一个下场的克里游出57.94秒排第四，但队友无法跟上领先选手，最后总成绩比铜牌队伍要慢四秒多。
克里对成绩颇感失望，觉得奥运会的压力和兴奋感导致他没有发挥潜力。不过，他觉得与纳伯和罗兰·马特斯（Roland Matthes）这些优秀选手竞技有助于保持良好状态。克里的表现引起美国顶尖教练詹姆斯·库西尔曼（James Counsilman）注意，他邀请克里在澳大利亚念完中学后到印第安纳大学训练。:2361977年，克里在澳大利亚锦标赛200米仰泳项目卫冕成功，但成绩已经比上一年慢四秒多。他与队友为新南威尔士队拿下全部三项接力赛冠军，但个人成绩同样远不及奥运会前。克里入选国家队前往伦敦参加可口可乐杯比赛，但他觉得参加奥运会后没有动力再投身这种活动，回国后决定不再参与。:236

## 美国大学经历和纪律问题

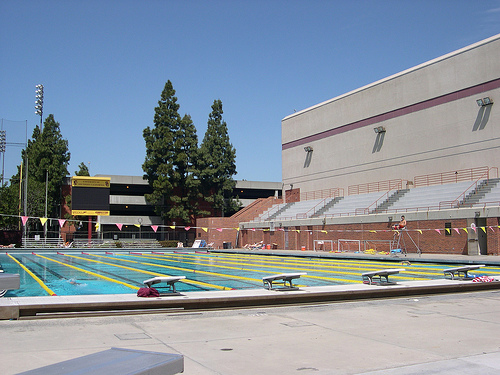
克里曾在南加州大学泳池（图）训练

1978年1月，克里抵达印第安纳大学学习戏剧和通讯。学习期间他继续游泳，成绩足以入选澳大利亚队参加在埃德蒙顿举办的英联邦运动会。:236但是，克里与队友托内利和乔·迪克森（Joe Dixon）在夏威夷州檀香山参加训练营时因美国独立日当天违反宵禁被澳大利亚队开除:239:231–232, 440–441:85。据托内利回忆，他和迪克森当时在喝酒，克里在找女人所以姗姗来迟。托内利向体育官员承认他当晚吸过大麻，不过这在夏威夷州不违法。:83–86托内利事后在澳大利亚电视上坚决否认他和队友参与毒品狂欢的谣传。他承认曾吸食大麻，但这不违法。包括未来总理鮑勃·霍克在内的本土支持者发起请愿活动要求恢复三人比赛资格，他们取得成千上万的签名，但于事无补。:88
克里返回印第安纳大学继续训练，在劳德代尔堡参加1979年美国游泳锦标赛时以56.5秒和两分2.61秒分别刷新100与200米仰泳项目的澳大利亚纪录。随着时间的推移，他和库西尔曼关系恶化，教练认为克里此时应该专心训练，不该用太多商业事务或是游过英吉利海峡的打算转移注意力。最终克里转校南加州大学，接受纳伯的导师彼得·达兰德（Peter Daland）训练。:236

## 1980年奥运会
克里回国参加1980年澳大利亚锦标赛，赢得两项仰泳赛事，但成绩不及他保持的全国纪录；他还与队友一起为新南威尔士队争得4×100米混合泳和自由泳接力冠军，取得进军莫斯科奥运会的资格:237。受1979年苏联入侵阿富汗影响，以美国为首的众多西方国家集体抵制莫斯科奥运会。澳大利亚总理马尔科姆·弗雷泽是澳大利亚奥林匹克委员会的重要赞助人，他和部分公众向运动员施压，要求他们加入抵制。克里的队友托内利认为，各国间的贸易关系不受任何影响，抵制只会损害运动员的利益。他成为澳大利亚运动员的领导人物，为参加比赛的权利抗争，并将他们的诉求向千家万户广而告之。:239:334澳大利亚部分游泳运动员个人决定抵制奥运会，但克里像托内利一样坚决要求参加。澳大利亚政府官员甚至提出给予经济补偿换取他不参赛。克里表示：
我觉得现在最重要的就是大家一起前往莫斯科，向全世界证明。如果是全面抵制，那没关系，但商品交易仍在继续，真是让人恶心。凭什么就只有运动员倒霉？:237
离开美国参加奥运会时，克里受到取消美国签证的威胁:201。抵达莫斯科后他需要赶上四项比赛日程，除两项仰泳赛事外，他的报名项目还包括4×200米自由泳接力和4×100米混合泳接力。美国及大部分西方国家游泳洗手缺席，澳大利亚官员对克里、托内利和格伦·帕钦（Glenn Patching）全部打入百米仰泳决赛并争夺奖牌充满信心。:237克里在热身赛和半决赛均排在小组第三，成绩分别是58.08和58.07秒，以0.02秒之差未获决赛资格。他在竞争激烈的半决赛中排第九（前八名获决赛资格），其中排名第三的选手也只比他快0.18秒。帕奇在半决赛入水前滑倒未打入决赛，托内利在决赛中排第七:237。如果克里游出65.5秒的个人最好成绩，他就能超过瑞典运动员本特·巴龙（Bengt Baron）夺得金牌。
克里在200米仰泳发力，以热身赛小组第一（第三组）、总排名第三进入决赛，再以两分3.14秒获得铜牌，前两名都是匈牙利选手:231–232。克里比排在第四的苏联运动员快0.34秒，是1960年戴维·锡尔之后首位在奥运会仰泳个人赛获得奖牌的澳大利亚选手:237。克里与托内利、格雷姆·布鲁尔（Graeme Brewer）和罗恩·麦基翁（Ron McKeon）在4×200米自由泳接力资格赛以第四晋级，但决赛只排到第七:237。澳大利亚队游完一半时排第六，第三个入水的克里以一分52.64秒追到第五，在整场比赛中排第18，此时比第三名还落后0.78秒。但是，收尾的麦克基恩无法跟上对手步伐，澳大利亚队最后排名第七，以1.52秒之差无缘奖牌。

### 接力赛夺冠
4×100米混合泳接力是克里莫斯科之行的焦点。1960年男子4×100米混合泳接力成为奥运会比赛项目以来，美国队每次都能取胜，所以美国队抵制奥运会让其他国家代表团看到希望。澳大利亚队自项目设立以来的五次奥运会都有参与，最好成绩是在罗马首秀所获银牌，其次是1964年东京奥运会取得铜牌，1972年甚至在热身赛就遭淘汰。外界分析认为澳大利亚队有望获得奖牌，但威胁不大，最受关注的三支队伍分别是瑞典、英国和苏联。东道主的100米仰泳和蛙泳选手都是奥运会银牌得主，蝶泳运动员在百米项目中排名第五，自由泳选手后来的单项成绩排第四。英国队拥有百米蛙泳金牌得主邓肯·古德休，瑞典的蝶泳和仰泳运动员均已拿下各自百米单项冠军，自由泳选手将在数天后获得百米项目银牌。:233澳大利亚队的牌面实在无法与上述三队相比，尼尔·布鲁克斯因哮喘发作仅在百米自由泳项目排第14:63，四人只有彼得·埃文斯在单项中拿到奖牌，获蛙泳比赛季军:148。克里止步100米仰泳半决赛，托内利虽是澳大利亚100米自由泳和仰泳冠军:237:334，但却临时安排成蝶泳选手，最终澳大利亚没有获得100米蝶泳的参赛资格:234。澳大利亚代表团在1976年奥运会上寸金未获，国民仍在翘首期盼1972年慕尼黑奥运会后的首枚金牌，给运动员带来更大压力:333。1980年奥运会的男子4×100米混合泳接力项目一共只有13个国家参加，澳大利亚队排在第七:212。
瑞典队首轮预赛即遭淘汰，澳大利亚胜率大增。四人组以23岁的托内利年纪最长，他也是事实上的领队。托内利召集其他队员，要求大家承诺把成绩控制在一定时间内；克里发誓要在57秒内完成100米仰泳，蛙泳选手埃文斯承诺63秒内游完；托内利保证54秒搞掂百米蝶泳，布鲁克斯则在从未快过51秒的情况下决定要以49.8秒为全队收尾。托内利为队伍取名“沉着自信四人组”，其他大部分参赛队员以高昂的姿态走进编组区时，澳大利亚选取手依旧轻松愉快，对入水后的表现充满信心。:234:334
包括帕奇在内的多名仰泳选手曾在起步区滑倒，所以克里在脚底涂抹红色粘稠物防止意外。但事件发生后赛事组织者在现场安放地毯，导致克里在现场留下很多红色脚印。:242首先入水的克里游得比之前单项赛快，但比个人最好成绩还是要慢两秒。他用57.87秒游完全程，澳大利亚队排名第四。埃文斯接棒后游出63.01秒的个人最好成绩，也是现场蛙泳选手的最好成绩，让澳大利亚队在比赛完成一半时上升到第二位，而且游到50米时几乎与东道主并驾齐驱。第三个入水的托内利以54.94秒游完100米，把个人最好成绩缩短近两秒之多。:234他在后50米开始逼近一个身位外的苏联运动员，完成最后的冲刺时只落后不到一米。布鲁克斯的入水强劲而及时，浮上水面时几乎与苏联对手并驾齐驱。50米转向时他取得领先并朝金牌发起最后冲击，苏联自由泳选手虽在距终点25米时一度赶上并超过布鲁克斯，但很快就被反超并拉开距离，最终澳大利亚选手以0.22秒优势夺冠。布鲁克斯以49.86秒游完全程，保住之前向队友的承诺。:63澳大利亚队以3分45.7秒获得历史上首枚混合泳接力赛金牌:234，四人跳入水中庆祝，并在泳池旁接受采访:242。2000年，克里与三名队友一起因折桂莫斯科获澳大利亚体育奖章。

## 休息和复出
克里在奥运会后长期缺席竞技游泳。面对到布里斯班参加1982年英联邦运动会的邀请他短暂回归，但仅扎实训练两周，两项仰泳赛事均未夺冠，未能赢得英联邦运动会入场券。1983年，他开始准备参加奥运会，但直到十月才开始认真训练。长期缺席的克里对少量准备后游出国际水平充满信心，自称这不但是靠游泳功底，未经训练就能保持一米九身高80公斤体重的毅力同样功不可没。:237
1984年回国并在布里斯班训练后，克里未能在澳大利亚锦标赛仰泳比赛夺冠，但仍取得1984年洛杉矶奥运会参赛资格。抵达美国后，他需要参加百米仰泳和4×100米混合泳接力比赛:237。克里在百米热身赛以57.15秒排在小组第一（第二组），总排名第三打入决赛，但未能更进一步，以57.18秒排在第五，比铜牌得主慢0.69秒。克里在混合泳接力赛的队友是埃文斯、格伦·布坎南（Glenn Buchanan，蝶泳）和马克·斯托克韦尔（Mark Stockwell，自由泳）。东道主在该项目优势显著，四名选手已拿下三个单项金牌。最终美国队以近四秒的优势胜出，澳大利亚队以0.02秒的微弱差距落后加拿大获铜牌，并且每位选手入水期间都保持在第三名。:231–232:237:356

## 退役后
克里在奥运会结束后退役，留在洛杉矶当模特儿并为有线电视台主持时尚节目:237。据托内利记载，克里的母亲交待儿子“照顾你那张脸，你就靠这个啦”:7。托内利对此不敢苟同，觉得队友的潜力远远超过好皮囊:7。另据托内利回忆，莫斯科奥运会夺冠前克里就一直忙着打扮，声称澳大利亚队虽然胜算渺茫，但未来的雇主可能就在看比赛，所以他必须保持光彩照人。此后克里便在米蘭和巴黎走秀。:10–11
克里的夫人琳达（Lynda）是美国人，两人辗转澳大利亚和美国生活，育有两个孩子。儿子坦纳（Tanner）是半职业篮球运动员，女儿麦迪逊（Madison）是演员，曾出演《聚散離合》。克里和兄弟菲尔（Phil）一起创办登喜路管理公司（Dunhill Management），是澳大利亚规模很大的招聘公司。:237:72001年，兄弟俩将公司转卖给英国罗伯特·沃尔特斯集团（Robert Walters Group），除一次支付2270万澳大利亚元外，该司还同意根据登喜路的业绩另行支付最高1380万澳大利亚元。此后克里一度出任另一家公司的常务董事，2004年又与菲尔另创2招聘与咨询公司。